# Raşit Meredow
Raşit Öwezgeldiýewiç Meredow (29 de mayo de 1960), conocido antes de la adopción turcomana del alfabeto latino como Rashid Meredov, es un político y diplomático turcomano que se ha desempeñado en el Gobierno de Turkmenistán como Ministro de Relaciones Exteriores desde 2001, así como Vicepresidente del Gabinete de Ministros de Turkmenistán, análogo a un Vicepresidente, desde 2007.
Nacido en la familia de un abogado, Meredow estudió en la Facultad de Derecho de la Universidad Estatal de Moscú. Hizo una carrera diplomática en el Turkmenistán independiente. En 2007, poco después de la muerte del presidente Saparmyrat Nyýazow, fue nombrado vice primer ministro responsable de la policía y el ejército.

## Biografía
Raşit Meredow nació en Asjabad el 29 de mayo de 1960. Su padre Öwezgeldi era un científico y abogado turcomano. Por otro lado, su madre es de etnia azerí. Los parientes de Meredow por parte de su madre viven en la ciudad de Mary, donde ella misma pasó su infancia antes de mudarse a Asjabad. La hermana de Meredow y parientes cercanos viven en Mary, y su hermana enseña en una escuela secundaria local.
En 1977, ingresó en la facultad departamento de derecho de la Universidad Estatal de Moscú. En 1982, comenzó como profesor en el departamento de derecho civil y proceso civil de la Universidad Estatal de Turkmenistán. En 1984-1987, estudió como estudiante de posgrado en la Universidad Estatal de Moscú. Posee una maestría en derecho. En 1987-1990, fue profesor titular en el departamento de derecho civil y proceso civil de la Universidad Estatal de Turkmenistán. En 1990-1991, fue consultor jefe, jefe de sector y jefe de gobierno en el Ministerio de Justicia de Turkmenistán. A partir de 1991, trabajó como jefe del departamento de organismos encargados de hacer cumplir la ley del consejo para la coordinación de los organismos encargados de hacer cumplir la ley bajo la presidencia de Turkmenistán. A partir de marzo de 1993, trabajó como jefe del departamento de derecho en la oficina del presidente de Turkmenistán. A partir de diciembre de 1994, fue presidente del comité de derecho de la Asamblea de Turkmenistán. A partir de 1996, fue director adjunto del Instituto Nacional de Democracia y Derechos Humanos de Turkmenistán durante la presidencia de Turkmenistán.